# Германска социалдемократическа партия
Германската социалдемократическа партия (на немски: Sozialdemokratische Partei Deutschlands, SPD), съкратено ГСДП, е една от двете големи политически партии в Германия, както и най-старата парламентарно представена партия в страната. От 2013 г. заедно с другата основна политическа сила – Християндемократическия съюз, е част от управляващата т.нар. Голяма коалиция в два поредни мандата. Към септември 2018 г. партията е на власт в единадесет от шестнайсетте федерални провинции, като президентите на седем от тях са излъчени от нея. Член-съосновател е на Партията на европейските социалисти и на Социалистическия интернационал.

## Председатели на ГСДП след1990г.
| Име                    | Мандат                             | Забележки |
| ---------------------- | ---------------------------------- | --------- |
| Ханс-Йохен Фогел       | 26 септември 1990 – 29 май 1991    |           |
| Бьорн Енгхолм          | 29 май 1991 – 3 май 1993           |           |
| Йоханес Рау            | 3 май – 25 юни 1993                | временен  |
| Рудолф Шарпинг         | 25 юни 1993 – 16 ноември 1995      |           |
| Оскар Лафонтен         | 16 ноември 1995 – 12 март 1999     |           |
| Герхард Шрьодер        | 12 март 1999 – 21 март 2004        |           |
| Франц Мюнтеферинг      | 21 март 2004 – 15 ноември 2005     |           |
| Матиас Плацек          | 15 ноември 2005 – 10 април 2006    |           |
| Курт Бек               | 10 април 2006 – 7 септември 2008   |           |
| Франк-Валтер Щайнмайер | 7 септември – 18 октомври 2008     | временен  |
| Франц Мюнтеферинг      | 18 октомври 2008 – 13 ноември 2009 |           |
| Зигмар Габриел         | 13 ноември 2009 – 19 март 2017     |           |
| Мартин Шулц            | 19 март 2017 – 13 февруари 2018    |           |
| Олаф Шолц              | 13 февруари 2018 – 22 април 2018   | временен  |
| Андреа Налес           | 22 април 2018 – 3 юни 2019         |           |
| Мануела Шлезвиг        | от 3 юни 2019                      | временен  |
| Малу Драйер            | от 3 юни 2019                      | временен  |
| Торстен Шефер-Гюмбел   | от 3 юни 2019                      | временен  |